# WAVEBOY
WAVEBOY(1989년 8월 4일 ~ )는 화천위의 국제 데뷔 싱글 For Forever를 작곡한 것으로 알려진 미국의 싱어송라이터이다.

WAVEBOY의 음악은 주로 일렉트로팝이며 신디 웨이브, 하우스 뮤직 등 하위 장르의 요소를 담고 있다.
WAVEBOY는 2021년 2월 유니버설 뮤직 그룹 (UMPG) 중국과 글로벌 독점 퍼블리싱 계약을 체결했다.

## 디스코그래피
- The Greatest Thing - Colorful Mannings (KOSEN)  (2016)
- Thinking of You - Colorful Mannings (KOSEN)  (2016)
- For Forever - 화천위 (2016)[4]
- Baby Girl - Young G (2018)
- 同一片星空 （같은 별하늘） - One and a Half Summer OST (2014)[5]
- 狐狸的宝藏 （여우의 보물） - WAVEBOY (2021)[6]